# Schlumberger SEED
Predefinição:Copyedit
Predefinição:Otheruses
O SEED, sigla para Schlumberger Excellence in Educational Development, é uma organização educacional global sem fins lucrativos que faz parte da Schlumberger Limited, empresa global de serviços petrolíferos. A Schlumberger adotou a educação como tema central de seu trabalho comunitário, que é composto de várias iniciativas: o SEED, a Fundação Schlumberger e as Iniciativas Locais empreendidas por seus GeoMarkets, assim como pelos funcionários, dentro de sua disponibilidade.
A missão do SEED é inspirar, influenciar e capacitar educadores em comunidades desprivilegiadas nas quais o pessoal da Schlumberger vive e trabalha, engajando a juventude em ciências e tecnologia. O objetivo do SEED é construir comunidades de aprendizado e ambientes de compartilhamento de conhecimento nos quais alunos, educadores e voluntários colaborem em projetos em seus idiomas locais. O programa SEED tem como base o comprometimento de voluntários da comunidade da Schlumberger — funcionários, aposentados e familiares — de chegar até esses estudantes e desenvolver um entusiasmo pela ciência, pela tecnologia e pelo aprendizado. 

## História
O SEED foi fundado por Simone Amber, diretora atual do programa e vice-presidente da Schlumberger, em 1998. Contudo, o conceito SEED teve origem em 1993. Amber havia marcado para um conhecido seu uma reunião com Seymour Papert, professor e fundador do Grupo para o Futuro do Aprendizado do Laboratório de Mídia do MIT, do qual a Schlumberger era patrocinadora corporativa na época. Ela também participou da reunião, que tratou do tema de tecnologia educacional. Após a reunião, ela procurou Papert para discutir seu interesse pessoal na disseminação educacional, e ele compartilhou com ela suas ideias e contatos.
A primeira noção do SEED começou a germinar na cabeça de Amber, na forma de uma iniciativa destinada a "ajudar a reduzir a divisão digital", oferecendo a expertise que a Schlumberger possuía em abundância, isto é, o conhecimento em ciências e tecnologia (recursos de informática e Internet), a comunidades desprivilegiadas do mundo todo nas quais o pessoal da empresa vivia e trabalhava. Foram necessários vários anos para desenvolver a ideia e, durante esse tempo, Amber reuniu as habilidades de sua rede pessoal, assim como as de sua equipe. Um membro da equipe teve a ideia da sigla SEED, que significa Schlumberger Excellence in Educational Development (Excelência Schlumberger no Desenvolvimento Educacional), para descrever o nascente projeto de fornecer apoio voluntário e tecnologia às comunidades da Schlumberger. 
Em 1997, Amber recrutou uma equipe de colegas voluntários para dar início ao desenvolvimento de um website e um plano de negócios. O então presidente da Schlumberger, Euan Baird, aprovou o primeiro orçamento do SEED no fim de 1997, transformando o conceito em uma realidade. Em 1998, o SEED começou suas operações em um escritório na antiga sede da Schlumberger Limited em Nova York. Amber contratou Michael Tempel, educador e fundador da Logo Foundation, um centro sem fins lucrativos para o aprendizado de Logo (linguagem de programação), e Pascal Berner, consultor voluntário, para o desenvolvimento de um programa de voluntariado usando os funcionários da Schlumberger, um conteúdo educacional baseado em ciências e um programa de concessão que forneceria computadores, acesso à Internet e suporte técnico a escolas selecionadas em comunidades desprivilegiadas nas quais a Schlumberger tinha operações. Mais tarde, ainda em 1998, o SEED assinou seu primeiro acordo com uma escola na Venezuela para lançar um programa-piloto e, logo em seguida, equipou a escola com computadores, serviço de Internet e voluntários (veja a seção Ofertas – Voluntários abaixo), que ofereciam suporte técnico. 
Nos anos seguintes, o SEED rapidamente cresceu em escala e escopo e se transformou em um projeto internacional, adicionando escolas em vários países todos os anos a sua crescente rede no programa de concessão. Sua rápida expansão foi em grande parte em resposta a um aumento na conscientização global sobre a divisão digital, que é a lacuna de tecnologia e conhecimento entre países desenvolvidos e em desenvolvimento; a uma maior expressão das necessidades educacionais e de capacitação profissional em comunidades locais e nos ministérios nacionais da educação em países nos quais o pessoal da Schlumberger vivia e trabalhava; e a uma maior formalização dos programas de responsabilidade social corporativa no mundo todo. 
O SEED fornece uma solução baseada em conhecimento e também baseada em tecnologia, o que o torna um programa popular e bem-sucedido. Em 2003, o SEED começou a promover workshops educacionais práticos para avançar o foco do SEED no aprendizado experimental (veja a seção Filosofia abaixo). Em 2006, o SEED mudou o nome de seu Programa de Concessão de Conectividade para Programa de Rede Escolar (SNP), que reflete de forma mais precisa seu trabalho e suas relações com as instituições educacionais contempladas. Em 2007, durante seu 10º ano de atividades, o SEED assinou seu 200º contrato de concessão SNP, novamente com uma escola na Venezuela. Em 2008, o SEED chegou ao 40º país. Colaborações com o Laboratório de Mídia do MIT, a iEARN, a MaMaMedia, o grupo Professional Thinking Partners (SmartWired), a Milton Glaser Inc., a OLPC (One Laptop Per Child) e a Society for Organizational Learning (SoL), entre outras organizações educacionais de vanguarda, ajudam o SEED a manter a atualidade de suas ideias e seu trabalho.

## Filosofia
“Aprender fazendo”: educação do Jeito SEED
Estudantes e professores que participam das atividades do SEED ganham uma exposição valiosa a computadores e à Internet, mas no coração da experiência SEED está o “aprendizado ativo”, e não a tecnologia da informação. O aprendizado ativo é a base do “aprendizado construtivista”, do qual o SEED extrai a abordagem educacional baseada em projetos que utiliza em escolas de todo o mundo. Criado por Seymour Papert (veja a seção História acima), o construtivismo fundamenta-se no trabalho do psicólogo educacional Jean Piaget e na ideia de que as pessoas aprendem ao construírem ativamente novos conhecimentos. O SEED mantém uma relação ativa com o Laboratório de Mídia do MIT (veja a seção História acima), onde Papert trabalha e com o qual colabora para desenvolver tecnologias e práticas educacionais. 
"Aprender Fazendo (LWD)" é o nome que o SEED deu a sua própria forma de aprendizado ativo/construtivista. A abordagem LWD do SEED reúne crianças e adultos em ambientes educacionais, para que se tornem aprendizes ativos, escolhendo e trabalhando juntos em projetos. O SEED emprega sua abordagem LWD em workshops e salas de aula de todo o mundo, estimulando a interação entre professores e alunos, que aprendem juntos enquanto trabalham em seus projetos e usam computadores e a Internet como poderosas ferramentas de apoio. Os professores e alunos que participam dos workshops transportam esse processo de aprendizado baseado em experiência para suas escolas e salas de aulas quando voltam para casa. A experiência do workshop tem demonstrado ser uma forma eficaz de estimular a interação e o interesse na educação científica entre os adolescentes.

## Ofertas
O SEED adota uma abordagem de quatro esferas em relação ao avanço da educação científica: 
O “Programa de Rede Escolar” do SEED convida escolas desprivilegiadas selecionadas para se candidatarem a concessões de dois anos que fornecem computadores e software, conexão à Internet e serviços relacionados, recursos educacionais e orientação para planejamentos futuros. Ao longo de todo o ciclo de vida da concessão, o SEED trabalha com as escolas de sua rede a fim de garantir a continuidade do programa após o término da concessão. Também patrocina o “Fundo de Ação do SEED”, que busca desenvolver uma comunidade de indivíduos ativos e confiantes comprometidos em contribuir com os problemas de água de sua comunidade de formas inovadoras, positivas e sustentáveis. O Fundo de Ação do SEED promove a aplicação do aprendizado de projetos de workshops por alunos e professores de escolas do SEED, fornecendo assistência financeira limitada para a continuação dos projetos.
Para apoiar o uso dos computadores e da Internet nas escolas da rede do SEED, o SEED mantém um website que inclui um Centro de Ciências Online que oferece uma ampla gama de recursos e oportunidades educacionais para aprendizes e educadores em sete idiomas: árabe, chinês, espanhol, francês, inglês, português e russo. O conteúdo do website inclui uma cobertura substancial de temas como água, mudanças climáticas, energia, saúde e segurança, e artigos sobre vários tópicos relacionados a ciências, muitos dos quais são criados por voluntários, que oferecem sua própria experiência. O site traz atividades como laboratórios, desafios de engenharia e enigmas matemáticos para que os professores utilizem com seus alunos. Também oferece acesso a especialistas que trabalham na Schlumberger, que respondem a perguntas sobre projetos e atividades. 
Os Programas Educacionais do SEED fornecem a alunos e professores das escolas da rede do SEED acesso a workshops práticos, assim como a atividades e projetos online usando a abordagem LWD. Os workshops do SEED contam com dois formatos principais: Workshops Colaborativos, que reúnem estudantes e professores de várias escolas em um país, e Workshops Escolares, que ocorrem em uma única escola com até 20 alunos e um ou mais professores. Os workshops são eventos com duração de meio dia até vários dias, envolvendo participantes em projetos científicos e tecnológicos baseados em um tema específico. Essas experiências estimulam o trabalho em equipe e a compreensão entre aprendizes e mentores dentro de uma única escola ou entre diferentes escolas e países. Além disso, o SEED realiza Workshops do Facilitador de um ou dois dias imediatamente antes dos Workshops Colaborativos, a fim de preparar um pequeno número de facilitadores – voluntários da Schlumberger, professores e alguns alunos – para conduzir o Workshop Colaborativo. Ocasionalmente, o SEED realiza Workshops de Voluntários para funcionários da Schlumberger e seus cônjuges, a fim de familiarizá-los com o SEED e suas ofertas e prepará-los para serem facilitadores em Workshops Escolares e Colaborativos.
Como extensão aos workshops, o SEED criou Materiais Didáticos que incluem experimentos, atividades, livros e artigos do Centro de Ciências Online do SEED que podem ser usados em um ambiente de sala de aula, ou em qualquer outro lugar. Uma dessas ofertas, o SEEDKIT, é uma atividade portátil e curta, que voluntários e professores podem usar para conduzir os alunos em um desafio científico. O SEED disponibiliza vários desses itens por meio da SEEDSTORE, um catálogo de vendas online acessível ao público em geral.
No coração de todas as ofertas do SEED estão os voluntários, que doam seu tempo e sua experiência para o avanço da educação científica e tecnológica por todo o SEED. Os voluntários do SEED são funcionários antigos e atuais da Schlumberger e seus familiares, que oferecem seu conhecimento e seu tempo em benefício de comunidades desprivilegiadas em países nos quais a Schlumberger mantém operações.
O SEED publica uma e-newsletter, chamada SEEDLINK, e um boletim de notícias, chamado Vozes, para manter voluntários e membros interessados do público informados sobre as atividades da organização.

## Homenagens
Prêmio Bronze da Schlumberger (2005)
Prêmio de Excelência do Conselho Mundial de Petróleo – Responsabilidade Social (2002)